# Camps de Bernils
Els Camps de Bernils és un paratge de camps de conreu del terme municipal de Sant Quirze Safaja, de la comarca del Moianès.
Estan situats a l'extrem nord del terme municipal, al costat de ponent i al sud-oest de la masia de Barnils i al sud-oest de la capella de la Mare de Déu del Roser.